# Sihlea
Sihlea è un comune della Romania di 5 364 abitanti, ubicato nel distretto di Vrancea, nella regione storica della Muntenia. 
Il comune è formato dall'unione di 4 villaggi: Bogza, Căiata, Sihlea, Voetin.